# Eagle (ABBA-dal)
Az Eagle című dal a svéd ABBA együttes 1977-ben megjelent kislemeze a ABBA: The Album című 5. stúdióalbumról. A dal csak limitált példányszámban jelent meg kislemezen Franciaországban dupla A oldalas kiadványként. Az Egyesült Királyságban nem került kiadásra.

## Története
Az Eagle című dalt Benny Andersson és Björn Ulvaeus írták, és egyfajta tisztelgés volt a The Eagles zenekarnak. A dal felvételei 1977. június 1-én kezdődtek. A dalszövegeket Ulvaeus írta, és Richard Bach regénye a Jonathan Livingston Seagull ihlette. A zenekritikusok később elismeréssel beszéltek a dalról, és az ABBA egyik legkiválóbb dalának tekintették.

## Megjelenések
7"  US Atlantic – 3486 
- A Eagle	4:25
- B Thank You For The Music	3:49

## Fogadtatása
A dal nem volt túl nagy siker a slágerlistákon, mivel már elérhető volt albumon is, valamint csak korlátozott számban lehetett hozzájutni, olyan országokban, mint Ausztrália, Ausztria, Belgium, ahol a slágerlisták élén voltak, továbbá Franciaország, Hollandia, Svájc. Annak érdekében, hogy a dal minél rádióbarátabb legyen, az eredeti változat játékidejét csökkentették. Így 3:33 perces lett, 2:18 perccel rövidebb, mint az album verzió. Az Egyesült Államokban az eredeti hosszúságú változatot játszották.

## 1999-es újra kiadás
Az eredeti 4:25 perces változatot először 1993-ban jelentették meg CD-n a  More ABBA Gold: More ABBA Hits válogatás lemezen. Az 1999-es újrakiadás, és az azt követő kiadások esetében létrejött egy új, az 1978-as szerkesztésen alapuló változat. A dal zárószerkezetének végén a második kórus végén elhagyták a létfontosságú instrumentális szekciót, és ezáltal a dal szétválasztottnak tűnik. Az eredeti szerkesztést, illetve ennek pontos újbóli létrehozását végül ismét kiadták az ABBA: The Album deluxe változatán 2007-ben.

## Slágerlista
| Slágerlista                         | Helyezések |
| ----------------------------------- | ---------- |
| Ausztrália Australian Singles Chart | 82         |
| Ausztria Austrian Singles Chart     | 17         |
| Belgium Belgian Singles Chart       | 1          |
| Hollandia Dutch Singles Chart       | 4          |
| Franciaország French Singles Chart  | 16         |
| Németország German Singles Chart    | 6          |
| Észak-Afrika                        | 2          |
| Svájc Swiss Singles Chart           | 7          |

## Feldolgozások
- A svéd ragga/dancehall előadó Papa Dee saját változatát jelentette meg az 1992-es ABBA: The Tribute című válogatás albumra.
- Az angol rockbanda Leatherface saját változatát készítette el 1992-ben.
- A dalt az ABBA emlékzenekar Arrival 1999-es First Flight című albumán jelentette meg.
- Az amerikai heavy metal zenész Rob Rock felvette a dalt saját 2000-ben megjelent albumára.
- A német heavy metal csapat Sargant Fury 1993-as albumán jelentette meg a dalt, majd az ABBAMetal albumon, és később a Tribute to ABBA című válogatás albumra is rákerült a feldolgozás.
- A finn YUP rockzenekar válogatás albumán a Hajota ja hallitse 1993-2001 című albumán is hallható a dal feldolgozása.
- Az amerikai indie-gospel csapat Danielson saját feldolgozása 7 inches kislemezen jelent meg.

## Megjelenés egyéb médiában
A dal szerepel az ABBA: The Movie című koncertfilmben is.